# إقليم الباسك الفرنسي

موقع إقليم الباسك

إقليم الباسك الفرنسي، أو إقليم الباسك الشمالي ( (بالبشكنشية: Iparralde) (أي "المنطقة الشمالية")، (بالفرنسية: Pays basque français)، (بالإسبانية: País Vasco francés) هي منطقة تقع في غرب القسم الفرنسي من جبال البرانس الأطلسية. منذ 1 كانون الثاني / يناير 2017، تُشكِّل الجماعة البلدية في إقليم الباسك ( الباسك: أوسكال هيريغون إلكاروغوا؛ الفرنسية: Communuté d'Agglomeration du Pays Basque ) برئاسة جان رينيه إتشيغاراي.
ويشمل ثلاث مقاطعات فرنسية تاريخية سابقة في الشمال الشرقي من إقليم الباسك التقليدي يبلغ مجموعها 2,967 كـم2 (1,146 ميل2): نافار السفلى (الفرنسية: باس نافار؛ الباسك: نفروا بيهريا )، حتى عام 1789 م مملكة نافار، مع 1,284 كـم2 (496 ميل2)؛ لابورد ( الباسك : Lapurdi)، مع 800 كـم2 (310 ميل2)؛ Soule ( الباسك : Zuberoa) ، مع 785 كـم2 (303 ميل2). يبلغ عدد السكان المشمولين في مجتمع بلدية الباسك 30923 نسمة موزعين على 158 بلدية.
ومحددة في الشمال من قبل اندز، في الغرب من خليج بسكاي ، في الجنوب من قبل جنوب الباسك وفي الشرق من BEARN، التي هي الجزء الشرقي من القسم. بايون وبياريتز (BAB) هما المدينتان الرئيسيتان. إنها مقصد سياحي شهير وتتميز إلى حد ما عن الأجزاء المجاورة إما من فرنسا أو في إقليم الباسك الجنوبي، حيث لم يتم تصنيفها على أنها تابعة لبيسكاي أو غيبوثكوا وظلت وجهة سياحية وشاطئية.